# Žabe (komedija Aristofana)
Žabe je komedija atinskog dramaturga Aristofana, prvi put izvedena 405. godine pre nove ere. 
Predmet komedije jeste Atina, pri kraju Peloponeskog rata, između pobede kod Arginuskih ostrva 405. godine pre nove ere i konačnog sloma godinu dana kasnije kod Egospotama.
Prema tumačenju Radmile Šalabalić ideja sadržana u komediji odnosi se na napore pesnika da ukaže Atinjanima na mogući izlaz, spas od potpune propasti u ratu sa Spartom. Aristofan izlaže ideju da za Atinjane spas nije više ni u miru, ni u ratu već u povratku idealima prošlosti, idealima iz vremena pobeda na Maratonu i Salamini koje simbolišu na literarnom planu Eshilovi tragički junaci. Spas je u propuštenom: da su se držali načela mere i pravičnosti ne bi ni došlo do atinskog imperijalizma i beskrajnog ratovanja.
Na drugom značenjskom planu, Aristofanova komedija predstavlja prvu detaljnu i obrazloženu književnu kritiku u savremenom značenju. Njegove procene ciljeva poezije, preporuke i kritike imaju vrednost ozbiljne teorije. Ona je prvi prilog književnoj estetici u svetskoj književnosti (Drojzen). 
Sam naslov parodira sofističko nadgovaranje, odnosno aristokratsko-oligarhijsko intelektualno blebetanje i demokratsko-demagoško glasno kreketanje. 

## Kompozicija i struktura komedije
Kompoziciju čine prolog, parodos, parabaza, književni agon između Eshila i Euripida i veseli komos na kraju.
U prologu predstavljen je glavni junak komedije Dionis sa svojim robom Ksantijem. Dionis se uputio u donji svet da svetu vrati jednog istinski velikog pesnika Euripida. Motiv silaska u donji svet sreće se u mitologiji (Orfej), epici (Odisej – epozoda sa Lestrigoncima, Kirkom, Tiresijom), u Eneidi, u Epu o Gilgamešu, u folkloru mnogih naroda.
Aristofan daje sliku donjeg sveta koji čine: Aheruzijsko jezero, mesto sa zastrašujućim beštijama i orfička oblast koja ima deo za ispaštanje grešnika i gaj blaženih.
U parodosu nastupa hor misti, oni koji vode blaženi život u Hadu jer su za života bili posvećeni u eleusinske misterije. Parodos sadrži invektive upućene savremenim ličnostima, pesnicima, političarima: komediografu Kratinu, porezniku Torikionu, pesniku Konesiju, ekstremnom demokrati i demagogu Arhedemu...
U toku parodosa radnja napreduje. Dionis i njegov rob Ksantije nalaze se pred ulazom u Had. Pred vratima Hada dolazi do zamene identiteta. Dionis podstiče Ksantija da se predstavi kao bog, a zatim se predomišlja. Eak, čuvar, batinama proverava ko je bog od dvojice posetilaca. Pošto ne može da utvrdi ko je od njih dvojice Dionis, svi zajedno odlaze Plutonu da razreši zabunu.
Hor zatim izvodi parabazu, intermeco koji nema veze sa radnjom komedije već komentariše aktualne političke događaje. Hor traži oproštaj za pripadnike oligarhijske stranke, naglašava krivicu vođe oligarha Friniha, a ostale smatra zavedenim, traži da se njima omogući javno suđenje na koje imaju pravo i ostali Atinjani, da im se vrate politička prava, ismeva Kleofonta,demagoga ekstremnih demokrata, protivnik mira. Zaključuje kako se u Atini cene nevaljalci i poganci, a odbačeni su časni i plemeniti građani. 
Zatim sledi burleskni uvod u pesnički agon, tzv. drugi prolog. Razgovaraju Ksantije i Plutonov rob koji najavljuje Plutonovu nameru da organizuje takmičenje između Eshila i Euripida koji polaže pravo na prvo mesto u tragediji i počasti u donjem svetu. Sudija će biti Dionis.
Nastupa pesnički agon u kome je kontrastno prikazivanje jednog i drugog pesnika sprovedeno do kraja.
Euripid zamera Eshilu: statičnost, sporo razvijanje dramske radnje, ostavljanje glumca bez teksta na sceni, preduge horske partije, visokoparan stil, čudne kovanice, tautologiju i pleonazam u prolozima.
Euripid ističe u svom stvaralaštvu: uvođenje govornog jezika, potpuno predstavljanje svojih junaka u prologu, prikazivanje svakodnevnog života, navika, uvođenje likova iz svakodnevnog života koji govore jezikom običnih ljudi, da vlada zdravim razumom, provera i prosmatra.
Eshil zamera Euripidu što je zanemario osnovnu funkciju dramskog pesništva da vaspitava, da ljude uči moralu, razvija svest i razum. Eshilu je ideal junaštvo. On zamera Euripidu: upotrebu uvek istog metričkog klišea u prologu, čestu upotrebu deminutiva, disparatnost ideje i slike, muzičke inovacije (tona na istom slogu), obrađivanje trivijalnih tema pompeznim i patetičnim stilom, smislom nemotivisano povezivanje pojmova, patetično podvostručavanje reči, izbor tema i motiva (incest i skrnavljenja) koje loše utiču na građane. 
Pesnički agon je nerešen. Na kraju Dionis traži savet za Atinu. Euripid traži da se oligarsi vrate na vlast, a protiv Alkibijada. Eshil predlaže da se napadne Sparta sa mora i da se flota obnovi i da se na to troše sredstva. Završava se pobedom Eshila i veselim komosom.